# Amerikaanse congresverkiezingen 2006
De Amerikaanse congresverkiezingen van 2006 werd gehouden op dinsdag 7 november 2006. Het waren verkiezingen voor het Amerikaans Congres. In totaal werden 440 leden van het Amerikaans Huis van Afgevaardigden gekozen (waarvan 435 met stemrecht), en 1/3 van de Amerikaanse Senaat (de Class I senatoren). 
In een even jaar waarin er geen presidentsverkiezing gehouden wordt, maar wel congresverkiezingen, wordt de verkiezing ook wel een mid-term election genoemd, omdat de verkiezing ongeveer in het midden van de ambtstermijn van een president valt.

## Huis van Afgevaardigden
De samenstelling van het Huis van Afgevaardigden tot de verkiezingen was: 229 Republikeinen, 201 Democraten, en 1 onafhankelijk lid; ook zijn er nog 4 zetels onbezet (eerder ingenomen door onder meer Mark Foley en Bob Ney). De Republikeinen hadden sinds 1995 de meerderheid in het Huis van Afgevaardigden, en een overwicht van 28 zetels.
Er waren 32 races waarin er om een zogenaamde open seat werd gestreden, waar er geen herverkiezing plaatsvindt van een Democratische of Republikeinse kandidaat.

## Senaat
33 van de 100 senaatszetels werden verkozen, uit de zogenaamde Class I (senatoren die in 2000 waren verkozen). 
De Senaat bestond tot de verkiezingen uit 55 Republikeinen, 44 Democraten, en een onafhankelijk lid. De Republikeinen zouden hun meerderheid behouden wanneer ze 10 van de 33 zetels wisten te behouden in de verkiezingen (aangezien vicepresident Dick Cheney een mogelijke tie-break vote heeft in de Senaat).

## Resultaten

### Huis van Afgevaardigden
De Democraten wonnen 233 zetels en dus de meerderheid in het Huis. Als gevolg hiervan werd Nancy Pelosi de eerste vrouwelijke voorzitter ooit in het Huis. De Republikeinen wisten de overige 202 zetels te bemachtigen. Er gingen geen districten naar onafhankelijke kandidaten.

### Senaat
De Democraten behaalden 49 zetels in de nieuwe senaat door zes zittende Republikeinse senatoren te verslaan. De uitslag kwam vast te staan nadat de republikeinse senatoren Conrad Burns (Montana) en George Allen (Virginia) op 9 november 2006 officieel bevestigden dat hun Democratische tegenkandidaten gewonnen hadden.
Geen enkele Democratische senator verloor zijn zetel, maar een van hen, Joe Lieberman werd herkozen als onafhankelijk senator. Omdat Lieberman en de andere onafhankelijke senator Bernie Sanders zich met de Democraten geallieerd hebben, hebben deze in de praktijk een meerderheid van in de senaat van 51 tegen 49.